# Nicholas Kipchirchir Togom
Nicholas Kipchirchir Togom (* 1992) ist ein kenianischer Langstreckenläufer.
2011 wurde er afrikanischer Vize-Juniorenmeister über 10.000 m.
Im Jahr darauf siegte er beim Turin Half Marathon und wurde Zweiter beim Saint-Denis-Halbmarathon. 2013 verteidigte er seinen Titel in Turin und wurde Zweiter beim Udine-Halbmarathon. 2014 siegte er beim Venloop und beim Jever-Fun-Lauf.
Sein Vater war der Langstreckenläufer Some Muge. Seine Brüder Mathew Kipkoech Kisorio und Peter Kimeli Some sind ebenfalls als Langstreckenläufer erfolgreich.

## Persönliche Bestzeiten
- 5000 m: 13:30,69 min, 8. Juni 2012, Turin
- 10.000 m: 28:14,36 min, 14. Juni 2012, Nairobi
- Halbmarathon: 1:01:02 h, 22. September 2013, Udine